# Goubinia
Goubinia is een geslacht van weekdieren uit de klasse van de Gastropoda (slakken).

## Soort
- Goubinia insueta (Dautzenberg, 1923)